# USA:s historia 1945–1989
Denna artikel behandlar USA:s historia från Japans kapitulation i andra världskriget i augusti 1945 till president Ronald Reagans avgång i januari 1989.

## Presidenter 1945–1989
- Demokraten Harry S. Truman var USA:s president 1945–1953. Han vann valet 1948 över Thomas E. Dewey och Strom Thurmond.
- Republikanen Dwight D. Eisenhower var USA:s president 1953–1961. Han vann valen 1952 och 1956 över Adlai Stevenson.
- Demokraten John F. Kennedy var USA:s president 1961–1963. Han vann valet 1960 över Richard Nixon. Han mördades vid ett attentat 1963.
- Demokraten Lyndon B. Johnson var USA:s president 1963–1969. Han vann valet 1964 över Barry Goldwater.
- Republikanen Richard Nixon var USA:s president 1969–1974. Han vann valet 1968 över Hubert Humphrey och George Wallace samt valet 1972 över George McGovern. Han avgick 1974.
- Republikanen Gerald Ford var USA:s president 1974–1977. Han tog över efter Nixons avgång utan att vinna något val.
- Demokraten Jimmy Carter var USA:s president 1977–1981. Han vann valet 1976 över Gerald Ford.
- Republikanen Ronald Reagan var USA:s president 1981–1989. Han vann valet 1980 över Jimmy Carter och John B. Anderson samt valet 1984 över Walter Mondale.

## Sammanfattning
USA var en av segrarmakterna i andra världskriget. Tiden fram till 1980-talets slut präglades av det kalla kriget mot Sovjetunionen och dess allierade.
Andra händelser
- FN bildades 1945
- Koreakriget 1950—1953
- Vietnamkriget 1955–1975
- Rockmusiken blev populär
- Watergateaffären 1972–1974

## 1945–1964
Efter andra världskrigets slut blev USA en av de nya supermakterna. Den amerikanska senaten beslöt att ingå i Förenta nationerna, och ingick i en ny fas politiskt sett, med mer internationellt engagemang. Efterkrigstiden i USA kallades där Kalla kriget, och syftade på den maktprövning som skedde mellan Sovjetunionen och USA, där man bland annat skrämde varandra med kärnvapen och visade sin styrka genom Rymdfärder. Resultatet av denna maktprövning blev bland annat Kubakrisen och Koreakriget. Inom USA ledde kalla kriget till kommunistskräck. Årtiondena efter andra världskriget blev USA en dominerande global maktfaktor inom ekonomi, politik, militär och kultur. När Sovjet föll, blev USA den största supermakten i världen, men den begränsades av handelsavtal och ekonomiska och militära begränsningar. 
John F. Kennedy blev president 1960; under hans tid som president byggdes Berlinmuren 1961 och Kubakrisen nådde sin höjdpunkt 1962. Året därpå sköts Kennedy till döds av en krypskytt. Vicepresident Lyndon B. Johnson svors in som president.

## 1964–1980
Vid valet 1964 vann president Johnson mot republikanen Barry Goldwater. Johnson fortsatte med Kennedys arbete och 1964 godkändes Civil Rights Act vilken förbjöd diskriminering i skolor och på offentliga platser. Året därpå godkändes Voting Rights Act en lag som gjorde att det inte krävdes ett godkänt läs- och skrivkunnighetstest för att få rösta.
Fattigdomen i USA bekämpades på flera sätt under Johnsons tid som president. Exempel är Medicare som betalar stora delar av sjukvårdskostnaderna för gamla. Ett liknande program startades för låginkomstfamiljer, Medicaid.

### Vietnamkriget
Vietnamkriget kom att bli en fortsättning på Indokinakriget, vilket var Frankrikes försök att behålla kontrollen över sin koloni Indokina. Då vietnamesiska styrkor (Viet min) besegrade franska trupper 1954 fick Vietnam sin självständighet. Landet delades tillfälligt i den södra icke-kommunistiska och den norra kommunistiska delen. Valet skulle ha hållits 1956 för att ena landet. Dessa stoppades av ledarna för södra Vietnam och USA, i rädsla för att det folkrikare norra Vietnam skulle kunna räkna med 100% valdeltagande och 100% stöd för Ho Chi Minh - vilket var vanligt i val i kommuniststyrda länder - och därmed vinna valet totalt. Staten Sydvietnam bildades under USA:s beskydd. Som ett svar på det inställda valet bildades Sydvietnams nationella befrielsefront (FNL) också känd under namnet Viet Cong. Det var aldrig tänkt att USA skulle bli så involverade i Vietnamkriget som de blev. Det som brukar få markera ändringen från denna plan är "Gulf of Tonkin Resolution" då Johnson fick kongressens stöd att använda militära styrkor i Vietnam. Resolutionens namn kommer av den händelse som skedde i Tonkinbukten då två amerikanska jagare skall ha blivit anfallna av nordvietnamesiska torpedbåtar, händelse brukar kallas Tonkinbuktintermezzot. Trots att till slut över en halv miljon amerikanska soldater sattes in i Vietnamkriget kunde segern ej säkras. Av politiska skäl ansåg sig USA inte kunna riskera ett markanfall mot Nordvietnam. Efter den överraskande nordvietnamesiska Tet-offensiven 1968 vände stora delar av den amerikanska hemmaopinionen och blev negativ mot kriget.
År 1968 mördades också medborgarrättskämpen Martin Luther King, vilket ledde till omfattande oroligheter.
Vid omvalet 1968 drog sig Johnson ur presidentvalskampanjen efter att personer inom det egna partiet utmanade honom. De demokrater som ställde upp i nomineringen var Hubert Humphrey, George McGovern och Robert Kennedy, den senare blev mördad samma år. Men ingen demokrat kom att vinna 1968 års presidentval, istället blev det republikanen Richard Nixon. 
Nixon hade lovat ett tillbakadragande från Vietnam, detta visade sig inte vara så enkelt. My Lai-massakern där amerikanska soldater sköt ihjäl civila minskade stödet ytterligare för kriget. För att minska riskerna för de egna trupperna användes flygbombning mer och mer. Viet Cong-trupperna började att söka skydd i det neutrala Kambodja. I den hemliga och illegala Operation Menu och följande operationer började man att bomba Kambodja. Effekten blev att Viet Cong sökte sig längre in i Kambodja. De amerikanska bombningarna gav ökat stöd för de inhemska Röda Khmererna. För att bekämpa de växande Röda Khmererna började USA att i hemlighet exportera stora mängder vapen till Kambodjas nya ledare Lon Nol.
När freden slöts i Paris var resultatet av Vietnamkriget ca 58 000 döda amerikaner och ca 1,5 miljoner vietnameser döda.

### Nedrustning och stagflation
Sedan andra världskriget hade den amerikanska industrin inte mött någon större konkurrens från Europa eller Asien. Detta höll nu 25 år senare på att ändras och det blev allt svårare för industrin. Saker och ting komplicerades ytterligare av oljekrisen 1973, då oljepriset steg 400%. 
Under 1972 och 1973 träffades Nixon och Leonid Brezjnev för att skriva under det första nedrustningsavtalet SALT 1. 
Watergateaffären blev Nixons fall, då det uppdagades att han hade beordrat inbrott i demokraternas högkvarter. Nixon blev den förste och är hittills den ende amerikanske president som har avgått i förtid. Han avgick för att inte riskera att bli avsatt av kongressen i en riksrätt.
I 1976 års presidentval valdes Jimmy Carter. De viktigaste sakerna som han uträttade under sin tid som president var Camp David-avtalen som ledde till fred mellan Israel och Egypten. På andra områden skedde flera händelser under Carters president period som var negativa ur USA:s synpunkt, som den islamska revolutionen i Iran, Sovjets invasion i Afghanistan och revolutionen i Nicaragua.
Iranska revolutionen blev problematisk på flera sätt, då ayatollan Khomeini tog makten påverkades oljeexporten vilket ledde till 1979 års energikris. Carter ville först inte ta emot Mohammad Reza Pahlavi, shahen av Iran, men gav honom senare asyl. Detta ledde till gisslandramat i Teheran där 52 amerikaner hölls gisslan på den amerikanska ambassaden i 444 dagar. Carter lovade att få hem gisslan i livet, detta skedde inte förrän samma dag, bara några minuter efter, som Ronald Reagan tillträdde som ny president, 20 januari 1981. Reagan hade då vunnit presidentvalet 1980 över Carter.

## 1980–1989
Ett självmordsattentat mot den amerikanska marinkårens baracker i Beirut 23 oktober 1983 dödade 241 amerikaner (de flesta var marinkårsoldater). Hjärnan bakom verket var den libanesiske terroristen Imad Mughniyeh, ledaren för den libanesiska Hizbollahmilisens hemliga säkerhetstjänst. Denna händelse ledde till USA:s tillbakadragande från Libanon ett par månader senare.
Invasionen av Grenada, ledd av USA, pågick 25 oktober till 15 december 1983.
Iran-Contras-affären avslöjades i november 1986. Ronald Reagan hade godkänt att USA sålde vapen illegalt till Iran och sedan använde pengarna till att finansiera Contrasgerillan i Nicaragua, vilket USA:s kongress hade förbjudit genom det så kallade Boland-tillägget.